# Lamine N'Diaye
Pour les articles homonymes, voir N'Diaye.
Lamine N'Diaye est un footballeur et désormais entraîneur franco-sénégalais né le 18 octobre 1956. Il était un attaquant très rapide et adroit, promu par Jean-Marc Guillou et Arsène Wenger.

## Biographie
Lamine Ndiaye est un ancien joueur et entraîneur Sénégalais, né à Thiès le 18 octobre 1956.
Il fit l'essentiel de sa carrière à l'AS Cannes et au FC Mulhouse en deuxième division. Il fut entraîneur du club alsacien lors de la saison 1997-1998 à partir des quatre dernières journées de championnat. Il quitta le poste d'entraîneur dès le mois de décembre 1998,
De 2000 à 2006, il entraîne le Cotonsport et l'amène en haut de la hiérarchie du football camerounais, il y remporte cinq titres de champion deux Coupes nationales (2003 et 2004). En 2002, il emmène le Cotonsport en demi-finale de la Coupe de la confédération avant de l'amener en finale l'année suivante. Cette finale se joue les 9 et 23 novembre 2003 face au Raja de Casablanca. Après avoir perdu le match aller 0-2, le club camerounais ne peut faire mieux qu'un match nul 0-0 lors du match retour à Garoua,,,.
Il deviendra sélectionneur de l'équipe du Sénégal de football pendant la Coupe d'Afrique des nations de football 2008. Son contrat ne sera pas reconduit le 14 octobre 2008 à la suite de l'élimination du Sénégal lors du deuxième tour des éliminatoires de la Coupe du monde 2010,
En septembre 2010, il est appelé à remplacer le franco-italien Diego Garzitto à la tête du club congolais Tout Puissant Mazembe. Il réussit à stabiliser une défense qui pose un problème, et réussit à enchaîner les bons résultats. En décembre 2010, son équipe parvient à atteindre la finale de la Coupe du monde de football des clubs 2010 après ses victoires contre les Mexicains de Pachuca puis en demi-finale face aux Brésiliens de l'Internacional Porto Alegre (2-0). N'Diaye et ses hommes parviennent pour la première fois dans l'Histoire de cette épreuve à empêcher une finale entre le représentant de l'Europe et celui de l'Amérique du Sud, Il devient Directeur Technique du TP Mazembe en mai 2013.
Le 6 mai 2013, le lendemain de l'élimination en huitièmes de finale de la Ligue des champions du TP Mazembe par les Orlando Pirates, Lamine N'Diaye présente sa démission. Le 7 mai 2013, le président du TP Mazembe, Moïse Katumbi, annonce la suspension du comité sportif de son club et Lamine N'Diaye est nommé directeur technique,,,

## Carrière de joueur
- 1980-1983 :  SC Orange
- 1983-1985 :  AS Cannes
- 1985-1993 :  FC Mulhouse

## Parcours d'entraîneur
- avril 1998-décembre 1998 :  FC Mulhouse
- 2000-2006 :  Coton Sport de Garoua
- 2006-2007 :  Sénégal - Adjoint d'Henryk Kasperczak
- Janv-Oct 2008 :  Sénégal - Sélectionneur [19]
- septembre 2010-mai 2013 :  TP Mazembe[20],[21]
- 2014 :  CS Don Bosco
- 2014-2017 :  AC Leopards de Dolisie
- 2018-2019 :  Al Hilal
- 2019-2022 :  Horoya AC

## Palmarès
- Championnat du Cameroun :
  - Champion en  2001, 2003, 2004, 2005, 2006 (Coton Sport de Garoua).
- Coupe du Cameroun :
  - Vainqueur en 2003 et 2004 (Coton Sport de Garoua).
- Coupe de la CAF :
  - Finaliste en 2003 (Coton Sport de Garoua).
- Ligue des champions de la CAF :
  - Champion en 2010 (TP Mazembe).
- Supercoupe de la CAF :
  - Vainqueur en 2010 et 2011 (TP Mazembe).
- Coupe du monde des clubs :
  - Finaliste : 2010 (TP Mazembe).
- Championnat de la RD Congo :
  - Champion 2011, 2012 et 2024 (TP Mazembe).
- Championnat du Congo :
  - Champion 2015  (AC Leopards).
- Championnat du Soudan :
  - Champion 2018 (Al Hilal Omdurman).
- Championnat de Guinée :
  - Champion 2020, 2021 et 2022 (Horoya AC).

## Source
- Marc Barreaud, Dictionnaire des footballeurs étrangers du championnat professionnel français (1932-1997), L'Harmattan, 1997, p. 225.
- Pape Sy, proche de la famille Ndiaye
- « Lamine N'Diaye - Profil manager », sur transfermarkt.fr (consulté le 7 avril 2023)
- « Enquête - Qui est Lamine Ndiaye, le coach sénégalais au palmarès doré ? », sur wiwsport, 7 février 2019 (consulté le 7 avril 2023)
- « Lamine Ndiaye, nouvel entraîneur du Horoya », sur BBC News Afrique, 12 novembre 2019 (consulté le 7 avril 2023)
- « Lamine N'Diaye - Stats et palmarès », sur footballdatabase.eu (consulté le 7 avril 2023)